# Albertine Henrich
Albertine Henrich, geborene Röslin (* 30. September 1811 in Lorch (Württemberg); † nach 1894) war eine deutsche Schauspielerin und Schriftstellerin, die auch unter dem Pseudonym Paul Stein publizierte.

## Leben
Ihr Vater war Pfarrer in Lorch. Sie wurde Schauspielerin und wurde in Karlsruhe engagiert. Später ging sie nach Mainz, wo sie den Theaterarzt Kaspar Henrich heiratete. Mit der Heirat beendete sie ihre Bühnenauftritte. Nach dem Tode ihres Mannes zog sie nach Darmstadt, wo sie ihre Kinder aufzog und nebenher als Schriftstellerin arbeitete. Ihre Tochter Hedwig Henrich-Wilhelmi heiratete nach Spanien, und Albertine Henrich zog für mehrere Jahre dorthin. Vier Jahre verbrachte sie bei einem Sohn in Kalifornien. 1880–1882 war sie in San Francisco, 1892–1894 lebte sie in New York und Chicago und kehrte von dort nach Madrid und Bilbao zurück. Ihre historischen Romane wurden viel gelesen und erschienen in mehreren Auflagen.

## Werke
- Aus dem schwäbischen Volksleben. Erzählungen. Herbig, Leipzig 1857.
- Der letzte Churfürst von Mainz. Historischer Roman aus dem Ende des vorigen Jahrhunderts von Paul Stein. 3 Bände. Herbig, Leipzig 1859. (Digitalisat Band 1), (Band 2), (Band 3)
- Drei Christabende. Roman aus der Zeit der Befreiungskriege von Peul Stein. Herbig, Leipzig 1860. (Digitalisat)
- Johannes Gutenberg. Kultur-historischer Roman von Paul Stein. 3 Bände. Grunow, Leipzig 1861. (Digitalisat Band 1), (Band 2), (Band 3)
- Handwerk u. Industrie. Roman von Paul Stein. 2 Bände. Grunow, Leipzig 1860. (Digitalisat Band 1), (Band 2)
- Novellistische Gemälde aus Stadt und Land. 2 Bände. Grunow, Leipzig 1861. (Digitalisat der 2. Ausgabe 1864, Band 1)
- Die Braut im Kloster. Roman. 3 Bände. Grunow, Leipzig 1862. (Digitalisat Band 1), (Band 2), (Band 3)
- Albrecht von Brandenburg. Geschichtlicher Roman. 3 Bände. Grunow,  Leipzig 1863.
- Leopold‘s Irrfahrten. Roman aus der zweiten Hälfte des vorigen Jahrhunderts (mit teilweiser Benutzung eines Bruchstückes aus Iffland’s hinterlassenen Schriften). 2 Bände. Grunow, Leipzig 1865. (Digitalisat Band 1)
- Aus Andalusien. Erzählungen. 2 Bände. #grunow, Leipzig 1866. (Digitalisat der 2. Ausgabe 1869, Band 1)
- Aus den Tagen des ersten Napoleon. Historischer Roman von Paul Stein. 2 Bände. Kröner, Stuttgart 1869. (Digitalisat Band 1), (Band 2)
- Das Haus der Hofrätin. Familiengemälde aus der modernen Welt. 2 Bände. Herbig, Leipzig 1871.